# Lucio Aníbal Concha
Lucio Aníbal Concha Molina (Santiago, 14 de mayo de 1901 - 24 de junio de 1952). Abogado y político conservador chileno. Hijo de Aníbal Concha Cortínez y Laura Molina. 

## Biografía
Estudió en el Instituto de Humanidades de Santiago, y en la Facultad de Derecho de la Universidad de Chile, donde se graduó de abogado (1925).
Inició su desempeñó laboral como funcionario del Banco de Chile. Fue consejero de la Corporación de Reconstrucción y Auxilio durante varios años y accedió además a la Dirección de la Industria Corchera S.A.

## Actividades Políticas
Militante del Partido Conservador. Fue Gobernador de Melipilla (1927), de Chañaral (1928) y de San Fernando (1928). Fue también Intendente de Atacama (1930-1931).
Durante el gobierno de Carlos Ibáñez del Campo fue deportado, yendo a vivir unos meses en Argentina.
Fue elegido Diputado por la 15.ª agrupación departamental, correspondiente a las comunas de Itata y San Carlos (1941-1945), participando de la comisión permanente de Educación y la de Hacienda. Reelegido Diputado por la misma agrupación de comunas (1945-1949), integrando en esta oportunidad la comisión de Defensa Nacional.
Ingresó al Partido Conservador Tradicionalista (1948), del que llegó a ser secretario general de la colectividad.
Nuevamente elegido Diputado por la 15.ª agrupación departamental (1949-1953), formando parte de las comisiones permanentes de Defensa Nacional y la de Hacienda. Sin embargo, falleció antes de concluir su mandato legislativo, el 24 de junio de 1952, al restar menos de un año para el inicio del nuevo período legislativo, no correspondió por norma la elección complementaria, quedando la vacante sin ocupar.